# Голубые глаза (телесериал)
Голубые глаза (швед. Blå ögon), шведский сериал 2014 года состоящий из 10-и серий. Сериал начал своё вещание на телеканале SVT1 30 ноября 2014. Жанр сериала — политическая драма.
Сценарий был написан Алексом Хариди, а режиссировали фильм Фредрик Эдфельдт, Эмилиано Гоессенс и Хенрик Георгссон.

## Сюжет
Предвыборная кампания в самом разгаре. Неожиданно для всех исчезает начальник штаба министра юстиции, и Элин Хаммар приходится взять на себя её ответственность. Когда Элин пытается выяснить, что случилось, её втягивают в запутанную историю полной загадок. Политическая ситуация похоже тоже меняется в связи с предполагаемым успехом новой «партии безопасности» на выборах.